# Lee Hendrie
Lee Andrew Hendrie  (né le 18 mai 1977) est un footballeur anglais qui évolue au poste de milieu de terrain. Il a joué pour Sheffield United et Aston Villa, il passe quatorze ans dans ce dernier. Il a joué pour l'équipe d'Angleterre espoirs et a obtenu une sélection avec l'équipe A d'Angleterre. 
Son père, Paul Hendrie (en), son frère Stuart Hendrie (en) et son cousin John Hendrie furent aussi footballeurs professionnels.

## Carrière de joueur

### Carrière en club

#### Aston Villa
Né à Birmingham, Hendrie fait ses débuts pour Aston Villa comme remplaçant lors d'une défaite 1-0 contre Queens Park Rangers le 23 décembre 1995 et va jusqu'à être élu « Jeune joueur de la saison » lors de la saison 1997-1998.
Après avoir perdu sa place dans l'équipe d'Aston Villa pendant la saison 2005-2006, le long séjour de Hendrie à Villa Park voit sa fin, Portsmouth montre un intérêt pour s'attacher les services du joueur. Le 29 septembre, il rejoint Stoke City en prêt, sur les recommandations de son père,. Le 30 janvier 2007, il prolonge son prêt avec les Potters jusqu'à la fin de la saison 2006-2007. Sous le maillot de Villa, Hendrie a joué la finale de la Coupe d'Angleterre 2000.

#### Sheffield United
Hendrie signe un contrat de trois ans avec Sheffield United après être arrivé à la suite d'un transfert gratuit en juillet 2007,, faisant ses débuts lors de la journée d'ouverture de la saison, qui finit sur le score de 2-2 contre Colchester United à domicile. Cependant, il est touché par des blessures lors de la première partie de la saison et manque de nombreuses rencontres,. Hendrie marque son premier but pour les Blades lors d'une victoire 5-0 contre Morecambe en Coupe de la ligue anglais en septembre 2007 mais il est incapable de garder une place de titulaire dans l'équipe. Il inscrit son premier but en championnat pour Sheffield United lors d'une victoire 2-1 contre QPR le 12 janvier 2008.
Après le départ de Bryan Robson en février 2008, le nouvel entraîneur Kevin Blackwell permet rapidement à Hendrie de quitter le club pour Leicester City en prêt avec option d'achat. Il marque le but décisif pour Leicester dans une victoire 1-0 contre Scunthorpe United le 29 mars 2008 mais il ne peut éviter la relégation du club en League One et par conséquent retourne à Bramall Lane.

#### Derby County
Le 1er septembre 2009, Hendrie rejoint Derby County lors d'une affaire impliquant Jordan Stewart qui fait le chemin inverse.

### Carrière internationale
Hendrie fait un total de douze apparitions pour l'équipe d'Angleterre des moins de 21 ans, marquant cinq buts. Il ne réalise qu'un seul match avec l'équipe senior d'Angleterre le 18 novembre 1998 contre la République tchèque lors d'une victoire 2-0, rentrant à la 77e minute pour remplacer son coéquipier sous le maillot d'Aston Villa Paul Merson.

## Palmarès
Aston Villa
- Vainqueur
  - Coupe Intertoto 2001

- Finaliste
  - Coupe d'Angleterre de football 2000